# Wandynów
Wandynów – wieś w Polsce położona w województwie wielkopolskim, w powiecie kolskim, w gminie Koło.
W latach 1975–1998 miejscowość administracyjnie należała do województwa konińskiego.

## Informacje ogólne
Wieś położona 7 km na północny wschód od Koła przy lokalnej drodze z Wrzący Wielkiej do Kiełczewa Górnego.